# Polygala exilis
Polygala exilis är en jungfrulinsväxtart som beskrevs av Dc.. Polygala exilis ingår i släktet jungfrulinssläktet, och familjen jungfrulinsväxter. Inga underarter finns listade i Catalogue of Life.